# Carl Bennett (pilote automobile)
Pour les articles homonymes, voir Carl Bennett et Bennett.
Pas d'image ? Cliquez ici
Carl Bennett, née le 2 septembre 2004 à Bangkok, est un pilote automobile américano-thaîlandais. Il participe à des courses de voiture sport-prototype dans des championnats tels que le Championnat du monde d'endurance FIA, l'European Le Mans Series et l'Asian Le Mans Series.

## Carrière
Carl Bennett a commencé sa carrière en Sport automobile en participant à différents championnats de Karting tels que la Rotax Max Thailand, la IAME Asia Cup et la Finale Internationale IAME.

Une Oreca 07 de l'écurie Duqueine Team

En 2022, il a commencé sa saison sportive en participant au championnat américain YACademy Winter Series dans lequel il pilote une Ligier JS F4, championnat qu'il boucle en finissant à la 13e place avec 5 points. Ensuite, il a de nouveau piloté une Ligier JS F4 dans le Championnat des États-Unis de Formule 4 avec l'écurie Gonella Racing,championnat qu'il boucle en finissant à la 14e place avec 24 points avec comme meilleure performance en course, 4 8e place.
En 2023, Carl Bennett a rejoint la structure de Fernando Alonso, A14 Management, afin de se développer dans le Sport automobile,. Pour la seconde année consécutive, il participe au Championnat des États-Unis de Formule 4 avec l'écurie Gonella Racing,championnat qu'il boucle en finissant à la 13e place avec 37 points avec comme meilleure performance en course, une 1re place lors de la manche se déroulant au NOLA Motorsports Park,. Il participe au championnat du Brésil de Formule 4 avec l'écurie Oakberry Bassani F4 et au Championnat d'Espagne de Formule 4 et au championnat Eurocup 3 avec l'écurie GRS Team. En fin de saison, il rejoint l'écurie française Duqueine Team afin de participer au championnat Asian Le Mans Series dans la catégorie LMP2.
En 2024, il prolonge son engagement avec l'écurie l'écurie française Duqueine Team afin de participer au championnat European Le Mans Series dans la catégorie LMP2 au volant d'une Oreca 07 ainsi que dans le Championnat du monde d'endurance FIA dans la catégorie Hypercar au volant d'une Isotta Fraschini Tipo 6 LMH-C.

## Résultats en monoplace
| Saison | Championnat                                 | Écurie            | Courses | Victoires | Pole positions | Meilleurs tours | Podiums | Points | Classement |
| ------ | ------------------------------------------- | ----------------- | ------- | --------- | -------------- | --------------- | ------- | ------ | ---------- |
| 2022   | Championnat des États-Unis de Formule 4     | Gonella Racing    | 18      | 0         | 0              | 0               | 0       | 24     | 14e        |
| 2022   | YACademy Winter Series                      | Gonella Racing    | 6       | 0         | 0              | 0               | 0       | 5      | 13e        |
| 2022   | Championnat de Grande-Bretagne de Formule 4 | Fortec Motorsport | 4       | 0         | 0              | 0               | 0       | 0      | 34e        |
| 2023   | Formula Winter Series                       | AKM Motorsport    | 4       | 0         | 0              | 0               | 0       | 12     | 13e        |
| 2023   | Championnat d'Espagne de Formule 4          | GRS Team          | 15      | 0         | 0              | 0               | 0       | 0      | 33e        |
| 2023   | Eurocup-3                                   | GRS Team          | 4       | 0         | 0              | 0               | 0       | 0      | 23e        |
| 2023   | Championnat des États-Unis de Formule 4     | Gonella Racing    | 12      | 1         | 0              | 1               | 1       | 37     | 13e        |
| 2023   | Championnat du Brésil de Formule 4          | Bassani F4 Racing | 6       | 0         | 0              | 1               | 1       | 26     | 14e        |

## Palmarès

### Championnat du monde d'endurance FIA
| Année | Écurie           | Voiture                       | Classe   | Pneus | 1   | 2   | 3   | 4   | 5   | 6   | 7   | 8   | Total | Pos. |
| ----- | ---------------- | ----------------------------- | -------- | ----- | --- | --- | --- | --- | --- | --- | --- | --- | ----- | ---- |
| 2024  | Isotta Fraschini | Isotta Fraschini Tipo 6 LMH-C | Hypercar | M     | QAT | IMO | SPA | LMS | SÃO | CDM | FUJ | BHR | *     | *    |

* Saison en cours.

### European Le Mans Series
| Année | Écurie        | Châssis  | Moteur                     | Classe | Pneus | 1   | 2   | 3   | 4   | 5   | 6   | Position | Points |
| ----- | ------------- | -------- | -------------------------- | ------ | ----- | --- | --- | --- | --- | --- | --- | -------- | ------ |
| 2024  | Duqueine Team | Oreca 07 | Gibson GK428 4,2 l V8 Atmo | LMP2   | M     | BAR | LEC | IMO | SPA | MUG | POR | *        | *      |

* Saison en cours.

### Asian Le Mans Series
| Année     | Écurie        | Châssis  | Moteur                     | Classe | Pneus | 1      | 2     | 3        | 4     | 5     | Position | Points |
| --------- | ------------- | -------- | -------------------------- | ------ | ----- | ------ | ----- | -------- | ----- | ----- | -------- | ------ |
| 2023-2024 | Duqueine Team | Oreca 07 | Gibson GK428 4,2 l V8 Atmo | LMP2   | M     | SEP 11 | SEP 7 | DUB Abd. | ABU 6 | ABU 3 | 10e      | 29     |